# Trevignano Romano

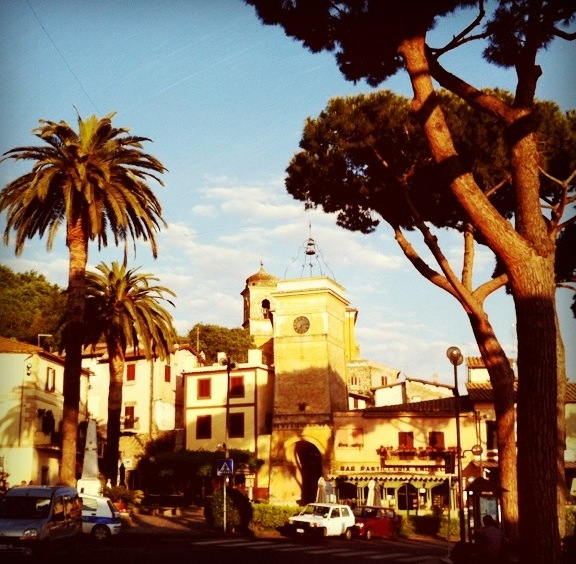
Centro histórico de Trevignano

Trevignano Romano es una localidad italiana de la provincia de Roma, región de Lacio, con 5.862 habitantes.

## Evolución demográfica
| Gráfica de evolución demográfica de Trevignano Romano entre 1861 y 2001 |
|                                                                         |
| Fuente ISTAT - elaboración gráfica de Wikipedia                         |